# الدين والعمل التجاري
تفاعل كل من الدين والأعمال عبر التاريخ حيث يؤثران على بعضهما البعض، وكذلك على التطور الاجتماعي والثقافي والجغرافيا السياسية وقوانين العمل. ومع توسع الأعمال عالميًا، تسعى الشركات إلى أسواق جديدة مما يؤدي إلى توسيع قواعدها ونظمها لتشمل الأعراف الجديدة التي غالبًا ما تتضمن قواعد وشروط دينية.

## السياحة الدينية
تستند بعض المناطق أو الدول أو المدن إلى اقتصاد يعتمد على السياحة الدينية. تشمل أمثلة السياحة الحج في الإسلام وسياحة الفاتيكان. وتعتبر الفنادق والأسواق في مثل هذه الأماكن الدينية المهمة مصدر دخل للسكان المحليين.

### مواقع الحج
تتلقى الألواح أو الأضرحة أحيانًا تبرعات كبيرة لدرجة أن الحكومات تأخذها تحت السيطرة لاستخدام الموارد وإدارتها بشكل صحيح. الإيرادات السنوية لمعظم الأماكن الدينية غير منظمة.

#### مواقع السياحة الدينية

##### البوذية
- لومبيني – يُعتقد أن لومبيني هو مكان ولادة سيدهارثا غوتاما (البوذا). يضم لومبيني بوابة السلام العالمية وحديقة لومبيني المقدسة التي تمثل رمزًا للسلام العالمي.[4]
- بودغايا – تُعتبر بودغايا أهم موقع حج بوذي، حيث حقق البوذا التنوير. حقق البوذا التنوير وهو يتأمل تحت شجرة بودهي لمدة 49 يومًا. تحتوي بودغايا أيضًا على معبد ماهابودهي وفاجراسانا، وهو المقعد تحت شجرة بودهي.[4]
- سارناث – سارناث هو الموقع الذي ألقى فيه البوذا أول خطبة له، تسمى داناكاكا بافاتانا سوتا [الإنجليزية]. تشرح هذه الخطبة الحقائق النبيلة الأربعة والطريق النبيل الثماني. يُعرف سارناث أيضًا بمعبد مولا غانده كوتي فيهارا، حيث يزور الأتباع كل ليلة لتلاوة داناكاكا بافاتانا سوتا.[4]

##### المسيحية
- كنيسة المهد - تُعتبر واحدة من أقدم الكنائس الموجودة في بيت لحم ويُعتقد أنها مكان ولادة المسيح.[بحاجة لمصدر]
- كنيسة القيامة - يُعتقد أن هذه الكنيسة هي المكان الذي دُفن فيه يسوع وقام من بين الأموات.[5]
- مدينة الفاتيكان – تقع في أوروبا، وتعتبر مدينة الفاتيكان واحدة من أكثر مواقع الحج زيارة في العالم. مدينة الفاتيكان هي موطن للبابا، الذي هو زعيم الكنيسة الكاثوليكية العالمية. تحتوي على أعمال فنية مثل بييتا وفسيفساء السقف في كنيسة سيستين.[5]

##### الهندوسية
- فاراناسي – تقع فاراناسي على ضفاف نهر الجانج؛ المدينة القديمة معروفة بمعبدها الذهبي المكرس للإله الهندوسي شيفا. تُعرف فاراناسي بأنها مثالية للمتقاعدين الذين يسعون للتحرر. وغالبًا ما ينشر الرماد في المدينة وحولها لفائدة الروح الراحلة.[6]
- ماثورا – ماثورا مدينة مشهورة تُعرف بأنها مكان ولادة كريشنا. كما تُعرف بمعبد كيشافا ديو ماندير حيث يُعبد رادها وكريشنا.[6]
- فريدافان – فريدافان قرية عاش فيها كريشنا. أصبحت القرية الآن موطنًا لـ5,000 معبد مُكرس معظمها لكريشنا. تُعرف فريدافان أيضًا بأنها تضم العديد من المتقاعدين من فايشنافا الذين يأملون في العودة إلى فريدافان الروحية.[6]

##### الإسلام
- المسجد الحرام – مكة، السعودية: يُعرف أيضًا باسم المسجد الكبير، المسجد الحرام هو أكبر مسجد في العالم، بمساحة 356,800 متر مربع. خلال فترة الحج، يمكن أن يصل عدد المصلين فيه إلى 2 مليون.[5]
- المسجد النبوي – المدينة المنورة، السعودية: يُعرف أيضًا باسم المسجد النبوي.
- قبة الصخرة – تقع قبة الصخرة داخل المسجد الأقصى في المدينة القديمة في القدس على جبل الهيكل. وهي موقع مقدس في الإسلام، وتعتبر قبة الصخرة موقعًا مثيرًا للجدل بين المسيحيين واليهود والمسلمين.[5]

##### اليهودية
- القدس – معروفة بأنها مكان مقدس عند اليهود والمسلمين، حيث تضم المسجد الأقصى وحائط المبكى ويعتبران من أكثر الأماكن قدسية في العالم. جميع المعابد اليهودية حول العالم لديها القوس المقدس مواجهًا للقدس.
- الخليل – المدينة المرتفعة، الخليل تقع ضمن حدود الضفة الغربية. تعتبر الخليل من قبل العديد من اليهود مكان ولادة الحضارة اليهودية. كما أنها موقع دفن الشخصيات اليهودية مثل إبراهيم وسارة وإسحاق ورفقة ويعقوب وليا.[5]
- طيبرية – تقع طيبرية على شواطئ بحيرة الجليل وتُعرف بأهميتها التاريخية في اليهودية. أنشئت التلمود الأورشليمي، كما أن مجموعة من قوانين اليهود الشفوية التي تُستخدم للدراسة اليهودية، توجد في طيبرية.[5]

## أخلاقيات الأعمال

### اليهودية
تحدد اليهودية متطلبات الوزن والقياس الدقيقين في التجارة، بالإضافة إلى حظر الخداع المالي والخداع اللفظي والتضليل. تؤمن أخلاقيات الأعمال اليهودية أن الله هو أفضل مصدر للقيمة، وتؤمن بأهمية المجتمع، وتَعِدُ بأن الرجال والنساء يمكنهم تحويل أنفسهم. يعتبر مفهوم الأعمال شرعيًا في اليهودية، وهناك دفع كبير نحو المسؤولية الاجتماعية في أي مشروع تجاري بالإضافة إلى واجب الإحسان لكل من المنظمات التجارية العامة والخاصة.

## معالجة الطعام

### حلال
تشكل المنتجات الحلال عالميًا صناعة تقدر بـ2 تريليون دولار أمريكي.

### كاشروت
اعتبارًا من عام 2003، كانت صناعة الكشروت قد وثقت بأكثر من 100,000 منتج، والتي تقدر بحوالي 165 مليار دولار أمريكي سنويًا في المبيعات.

## القوانين الدينية والتجارية

### المملكة المتحدة
تحظر قوانين العمل في المملكة المتحدة التمييز ضد العمال بناءً على الدين أو الاعتقاد أو أي نقص فيهما.

### الولايات المتحدة
في الولايات المتحدة، تحظر قوانين العمل بما في ذلك البند السابع من قانون الحقوق المدنية لعام 1964 التمييز ضد الموظفين بناءً على الدين. يُطبق قانون الأعمال أحيانًا أيضًا على المنظمات الدينية بسبب وضعها ككيانات مُدمجة.
قانون الحريات الدينية لعام 1993:
يمنع أي وكالة أو إدارة أو مسؤول في الولايات المتحدة أو أي ولاية من تحميل شخص عبئًا كبيرًا عند ممارسة دينه حتى لو كان العبء ناتجًا عن قاعدة عامة قابلة للتطبيق، باستثناء أن الحكومة لا يجوز لها أن تفرض أعباء على ممارسة شخص لدينه إلا إذا أثبتت أن تطبيق الأعباء على الشخص لا يمكن أن يكون له أي تأثير على ممارسة الشخص لدينه.
البند الخاص بالحرية في الممارسة:
لا يجوز للكونغرس إصدار أي قانون يتعلق بإقامة دين ما، أو يحظر ممارسته بحرية.

## بند الحماية المتساوية
لا يجوز للهيئات الحكومية حرمان الناس من الحماية المتساوية بموجب بند الحكم الخاص بها.

## الدين في الأعمال
الهند 

تقوم الهيئات الحكومية والشركات الخاصة في شمال وجنوب الهند غالبًا بأداء طقوس هندوسية حيث يأتي كاهن إلى المباني، عادةً كل أسبوع، ويؤدي طقوسًا تُعرف باسم البوجا. يتم أداء الطقوس من خلال القيام بالآرتي، حيث يتم إشعال قطعة من الكافور على حامل معدني صغير أو إشعال خيط سميك منقوع في وعاء معدني صغير يحتوي على زيت السمسم أو جوز الهند لبضع دقائق والتأرجح به حول صور أو تماثيل الآلهة أو الإلهات الهندوسية الموجودة في المباني. كما أن العديد من الشركات العامة والخاصة الصغيرة والمتوسطة في الهند تحتوي أيضًا على صور أو رموز أو تماثيل صغيرة للآلهة والإلهات الهندوسية في مبانيها، والتي تُعبد غالبًا عن طريق إشعال أعواد البخور ووضعها أمام تلك الصور أو التماثيل. قد يقوم الكهنة الزائرون أيضًا بأداء طقوس البوجا من خلال القيام بالآرتي أمام تلك الصور أو التماثيل، أو قد يقومون بإشعال أعواد البخور وتأرجحها ووضعها أمام تلك الصور أو التماثيل. تُستخدم الزهور الفردية أو إكليل من الزهور أيضًا لتزيين التماثيل أو الصور. كما يتم أداء طقوس البوجا للأشياء مثل المشتريات التجارية في الصناعات الحكومية والخاصة. تحدث هذه الطقوس الدينية بانتظام في المكاتب الحكومية والخاصة في شمال وجنوب الهند. كما يظهر الناس في شمال وجنوب الهند الرموز الدينية في الأعمال مثل وضع التيلاكا على جبينهم مما يدل على أنهم مرتبطون بالدين الهندوسي ويعتقدون أن ذلك يجلب لهم النجاح في أنشطتهم اليومية. ترتدي النساء الهندوسيات في أماكن العمل عادةً البيندي على جبينهن، وإذا كن متزوجات، فسيضعن قلادة تُعرف باسم المانجالا سوترا ‏ حول أعناقهن. وقد يرتدين أحيانًا كمكم على شعورهن والكُركُم على أقدامهن. يرتدي بعض الرجال والنساء الهنود خواتم أو قلادات تحتوي على تعويذات تحمل صورًا أو تماثيل للآلهة والإلهات الهندوسية. قد تحتوي الخواتم المذكورة أعلاه على رموز للدين الهندوسي أو أحجار كريمة كتعويذات. يرتدي الرجال خيوطًا ضيقة باللون الأسود أو الأحمر أو البرتقالي على معصم اليد اليمنى حيث يعتقدون أن هذه الخيوط لها تأثير إلهي يعمل لصالحهم. الرجال الذين هم من السيخ يرتدون العمامة على رؤوسهم. كما يرتدي الرجال في دين السيخ أيضًا سوارًا معدنيًا سميكًا يُعرف باسم كارا على يدهم اليمنى بين معصمهم وكوعهم.
ليس من غير المألوف أن يتحدث الناس في الهند عن مواضيع دينية في أماكن العمل. نظرًا لعدم وجود قوانين وطنية أو ولايات في الهند تمنع الدين في أماكن العمل، فإن الناس عمومًا يشعرون بالراحة في تكييف أماكن عملهم مع الموضوعات أو المواد الدينية.

## المجموعات
لجنة تكافؤ فرص العمل (EEOC):
وكالة فدرالية تدفع نحو تكافؤ الفرص في التوظيف من خلال التنفيذ الإداري والقضائي لقوانين الحقوق المدنية الفيدرالية.

## قضايا بارزة في المحكمة العليا الأمريكية

### 1961براونفيلد ضد براون(6–3/5–4)
كان أبراهام براونفيلد يمتلك متجرًا للبيع بالتجزئة وتوريد الملابس في فيلادلفيا. كيهودي أرثوذكسي، يلتزم بالسبت ولا يُسمح له بالعمل. كان قانون بنسلفانيا الأزرق يسمح فقط لبعض الأعمال بالبقاء مفتوحة يوم الأحد. نظرًا لأن براونفيلد يحتاج إلى أن يكون مفتوحًا ستة أيام في الأسبوع لأسباب اقتصادية، لكنه لم يكن قادرًا على العمل يوم السبت بسبب التزامه بالسبت. وجدت المحكمة العليا الأمريكية أن قانون بنسلفانيا الأزرق لم يكن غير دستوري ولم ينتهك بند ممارسة الحرية. لم يجعل القانون أي ممارسات دينية غير قانونية، بل كان مجرد وسيلة لإيجاد يوم راحة على مستوى الولاية، وكان من المؤسف أنه وقع يوم الأحد.
استندت المحكمة أيضًا جزئيًا إلى حكمين سابقين: في رجلان من هاريسون-ألينتاون ضد ماكجينلي ‏، 366 U.S. 582 (1961)، وماكجوان ضد ماريلاند، 366 U.S. 420 (1961).

### 1963شيربرت ضد فيرني(7–2)
فُصلت أدييل شيربرت لأنها رفضت العمل يوم السبت، وهو يوم عبادتها كونها عضوًا في كنيسة السبت السابع. حكمت لجنة تأمين العمل بأن شيربرت غير مؤهلة للحصول على مزايا البطالة لأن عدم العمل يوم السبت لم يكن سببًا كافيًا. وقفت المحكمة العليا الأمريكية مع شيربرت، مشيرة إلى بند ممارسة الحرية.

### 1972ويسكونسن ضد يودر(9–0)
كان جوناس يودر ووارن ميلر من أعضاء الدين الأميش القديم، وأدين يوتزي من أعضاء كنيسة الأميش المينونايت المحافظة. تم مقاضاة هؤلاء الآباء الثلاثة بموجب قانون ولاية ويسكونسن، الذي ينص على أنه يجب على جميع الأطفال حضور المدرسة العامة حتى سن 16 عامًا. رفض الآباء إرسال أطفالهم بعد الصف الثامن مستشهدين بمخاوف دينية. وقفت المحكمة العليا الأمريكية مع يودر وميلر ويوتزي بموجب بند ممارسة الحرية.

### 1977ترانس وورلد إيرلاينز ضد هارديسون(7–2)
كان لاري هارديسون موظفًا في شركة الطيران العالمية. كان هارديسون عضوًا في كنيسة الله العالمية ورفض العمل أيام السبت التي كانت سبت له. قامت TWA بنقل نوبته من الليل إلى النهار يوم السبت. لكنه لم يحتفظ بنفس الأقدمية بعد تغيير النوبات وبالتالي لم يحصل على عطلات يوم السبت. وقفت المحكمة العليا مع شركة الطيران العالمية لأن لجنة تكافؤ فرص العمل تنص على ضرورة وجود "تسهيلات معقولة" لممارسة الدين.

### 1990إدارة العمل ضد سميث(6–3)
قام موظفان في منظمة خاصة لإعادة التأهيل باستخدام بيوت (Peyote) كجزء من طقوسهم الدينية في كنيسة أمريكية أصلية. تم فصل الموظفين وتقدموا بطلب للحصول على مزايا البطالة لكن لم يتم منحهم إياها لأنهم فصلوا بسبب سلوك غير لائق في مكان العمل. وقفت المحكمة العليا الأمريكية مع إدارة العمل في أوريغون ضد سميث مشيرة إلى أنه رغم أن الموظفين تناولوا بيوت (Peyote) لأسباب دينية، إلا أن بيوت (Peyote) غير قانوني في الولايات المتحدة.

### 2014بورويل ضد هوبى لوبي ستورز(5–4)
قام مالكو هوبى لوبي بتنظيم متاجرهم حول الإيمان المسيحي. يتطلب قانون الرعاية الميسرة (ACA) من الشركات الربحية تقديم رعاية وقائية، بما في ذلك وسائل منع الحمل، لجميع الموظفين. اعترض مالكو هوبى لوبي على ذلك على أساس أنه سيجبرهم على دفع ثمن بعض وسائل الإجهاض، مما ينتهك مبادئهم الدينية المعلنة. قاموا بمقاضاة وزير وزارة الصحة والخدمات الإنسانية الأمريكية، بورويل، استنادًا إلى انتهاك بند ممارسة الحرية. وقفت المحكمة العليا الأمريكية مع هوبى لوبي في قرار 5–4، حيث إن هوبى لوبي كانت شركة ربحية مملوكة لأفراد دينيين للقيام بإرادتهم، وكانت هناك إعفاءات مماثلة للمنظمات غير الربحية الدينية، لذا ينبغي تفسير RFRA لتوفير إعفاءات لهوبى لوبي أيضًا.

### 2018ماستر بيس كيك شوب ضد لجنة حقوق الإنسان المدنية بكولورادو(7–2)
رفضت Masterpiece Cakeshop صنع كعكة لحفل زفاف بين رجلين مثليين، بسبب موقف العمل الديني للشركة. وقفت لجنة حقوق الإنسان المدنية في كولورادو مع العملاء بناءً على التمييز بسبب التوجه الجنسي. عكست المحكمة العليا الأمريكية قرار لجنة حقوق الإنسان المدنية في كولورادو قائلة إنهم انتهكوا حق مالك Masterpiece Cakeshop في ممارسة دينه بحرية.

### 2023غروف ضد ديجوي(9–0)
كان غروف موظف بريد يعمل في خدمات البريد الأمريكية (USPS). كونه مسيحي إنجيلي, كان يلتزم بالسبت يوم الأحد ويرفض العمل في ذلك اليوم. بعد محاولة تكييفه مبدئيًا، زعمت USPS لاحقًا أنها غير قادرة على تلبية طلبه لنقله إلى دور لا يتطلب منه العمل يوم الأحد. استقال غروف في النهاية ورفع دعوى ضد USPS. في قضية تنظر فيما إذا كان يجب إلغاء قضية Trans World Airlines المذكورة سابقًا، اختارت المحكمة العليا عدم إلغاء القضية ولكنها وقفت مع غروف موضحة أن معيار "العبء الزائد" المفروض في العنوان السابع لا يعادل "de minimis" وأكدت بدلاً من ذلك أن على الشركة أن تظهر "تكلفة أكثر من الحد الأدنى".

### 2023303 Creative LLC ضد إلينيس(6–3)
على غرار قضية ماستر بيس كيك شوب، تتعلق هذه القضية بما إذا كانت قوانين التمييز يمكن أن تجبر الناس على تقديم عمل يتعارض مع معتقداتهم الدينية وقيمهم. قدمت 303 Creative LLC تحديًا قبل التنفيذ ضد نفس قوانين مكافحة التمييز في كولورادو التي طُعِن فيها في قضية ماستر بيس كيك شوب. بعد الكثير من التقاضي، وصلت القضية أخيرًا إلى المحكمة العليا الأمريكية التي حكمت بأن قانون الإقامة العامة غير دستوري بموجب بند حرية التعبير من التعديل الأول لدستور الولايات المتحدة، مشيرة إلى أن القانون انتهك حق المدعي في حرية التعبير.

## قراءة معمقة
- Larkin، Geraldine A.؛ Larkin، Geri (1 مارس 1991). Building a Business the Buddhist Way. Celestial Arts. ISBN:978-0-89087-888-0.
- Gambling، Trevor؛ Abdel Karim، Rifaat Ahmed (1 مايو 1991). Business and accounting ethics in Islam. London and New York: Mansell. ISBN:978-0-7201-2074-5.
- Lundén، Rolf (1988). Business and Religion in the American 1920s. New York, New York: Greenwood Press. مؤرشف من الأصل في 2007-12-08. اطلع عليه بتاريخ 2011-05-18.
- Chewning، Richard C. (14 سبتمبر 1990). Business Through the Eyes of Faith. HarperOne. ISBN:978-0-06-061350-1.
- Edward J. Trunfio، المحرر (1991). Christianity in Business: A Collection of Essays on Pedagogy and Practice. Christian Business Faculty Association. ISBN:978-0-9627504-1-0.
- Solomon، Lewis (22 أبريل 2004). Evangelical Christian Executives: A New Model for Business Corporations. Transaction Publishers. ISBN:978-0-7658-0230-9.
- Hill، Alexander (10 يناير 2008). Just Business: Christian Ethics for the Marketplace. IVP Academic. ISBN:978-0-8308-2676-6.

## روابط خارجية
- هل يمكن أن يتعلم الدين والأعمال من بعضهما البعض؟ في كلية هارفارد للأعمال